# Down to the Bone
Down to the Bone est un groupe d'acid jazz mené par le DJ anglais Stuart Wade qui a formé le groupe en 1996. Le groupe est très populaire en Grande-Bretagne ou il est désigné comme le roi du jazz groove anglais. Sa musique est un mélange de funk et de jazz.

## La musique
Down to the Bone a ceci de particulier que son leader, Stuart Wade, ne joue d'aucun instrument et se contente de fredonner des airs dans un dictaphone qui seront ensuite mis en musique par des musiciens réunis en session.

## Discographie
- 1997 From Manhattan to Staten
- 1999 The Urban Grooves : Album II, featuring keyboardist Reuben Wilson
- 2000 Spread the Word : Album III
- 2002 Crazy Vibes & Things, featuring Hil St. Soul
- 2004 Cellar Funk, featuring vocalist Flora Purim
- 2005 Spread Love Like Wildfire, featuring N'Dambi and flutist Jeremy Steig
- 2006 The Best of Down To The Bone
- 2007 Supercharged, featuring vibraphonist Roy Ayers
- 2009 Future Boogie, with Hil St. Soul and Roy Ayers
- 2011 The Main Ingredients
- 2014 Dig It